# Zápas na Letních olympijských hrách 1932
Zápas na letních olympijských hrách 1932 svedl do bojů o medaile 79 zápasníků z 18 zemí. Ti se utkali v Grand Olympic Auditorium v Los Angeles o 14 sad medailí v sedmi váhových kategoriích ve volném stylu a v sedmi v řecko-římském.

## Medailisté

### Volný styl
| Kategorie                | Zlato                                          | Stříbro                                    | Bronz                             |
| ------------------------ | ---------------------------------------------- | ------------------------------------------ | --------------------------------- |
| Bantamová váha (56 kg)   | Robert Pearce · Spojené státy americké (USA)   | Ödön Zombori · Maďarsko (HUN)              | Aatos Jaskari · Finsko (FIN)      |
| Pérová váha (61 kg)      | Hermanni Pihlajamäki · Finsko (FIN)            | Edgar Nemir · Spojené státy americké (USA) | Einar Karlsson · Švédsko (SWE)    |
| Lehká váha (66 kg)       | Charles Pacôme · Francie (FRA)                 | Károly Kárpáti · Maďarsko (HUN)            | Gustaf Klarén · Švédsko (SWE)     |
| Welterová váha (72 kg)   | Jack van Bebber · Spojené státy americké (USA) | Daniel MacDonald · Kanada (CAN)            | Eino Leino · Finsko (FIN)         |
| Střední váha (79 kg)     | Ivar Johansson · Švédsko (SWE)                 | Kyösti Luukko · Finsko (FIN)               | József Tunyogi · Maďarsko (HUN)   |
| Lehká těžká váha (87 kg) | Peter Mehringer · Spojené státy americké (USA) | Thure Sjöstedt · Švédsko (SWE)             | Eddie Scarf · Austrálie (AUS)     |
| Těžká váha (+87 kg)      | Johan Richthoff · Švédsko (SWE)                | Jack Riley · Spojené státy americké (USA)  | Nikolaus Hirschl · Rakousko (AUT) |

### Řecko-římský zápas
| Kategorie                | Zlato                           | Stříbro                            | Bronz                             |
| ------------------------ | ------------------------------- | ---------------------------------- | --------------------------------- |
| Bantamová váha (56 kg)   | Jakob Brendel · Německo (GER)   | Marcello Nizzola · Itálie (ITA)    | Louis François · Francie (FRA)    |
| Pérová váha (61 kg)      | Giovanni Gozzi · Itálie (ITA)   | Wolfgang Ehrl · Německo (GER)      | Lauri Koskela · Finsko (FIN)      |
| Lehká váha (66 kg)       | Erik Malmberg · Švédsko (SWE)   | Abraham Kurland · Dánsko (DEN)     | Eduard Sperling · Německo (GER)   |
| Welterová váha (72 kg)   | Ivar Johansson · Švédsko (SWE)  | Väinö Kajander · Finsko (FIN)      | Ercole Gallegati · Itálie (ITA)   |
| Střední váha (79 kg)     | Väinö Kokkinen · Finsko (FIN)   | Jean Földeák · Německo (GER)       | Axel Cadier · Švédsko (SWE)       |
| Lehká těžká váha (87 kg) | Rudolf Svensson · Švédsko (SWE) | Onni Pellinen · Finsko (FIN)       | Mario Gruppioni · Itálie (ITA)    |
| Těžká váha (+87 kg)      | Carl Westergren · Švédsko (SWE) | Josef Urban · Československo (TCH) | Nikolaus Hirschl · Rakousko (AUT) |

## Přehled medailí
| Pořadí | Země                         | Zlato | Stříbro | Bronz | Celkově |
| ------ | ---------------------------- | ----- | ------- | ----- | ------- |
| 1      | Švédsko (SWE)                | 6     | 1       | 3     | 10      |
| 2      | Spojené státy americké (USA) | 3     | 2       | 0     | 5       |
| 3      | Finsko (FIN)                 | 2     | 3       | 3     | 8       |
| 4      | Německo (GER)                | 1     | 2       | 1     | 4       |
| 5      | Itálie (ITA)                 | 1     | 1       | 2     | 4       |
| 6      | Francie (FRA)                | 1     | 0       | 1     | 2       |
| 7      | Maďarsko (HUN)               | 0     | 2       | 1     | 3       |
| 8      | Československo (TCH)         | 0     | 1       | 0     | 1       |
| 8      | Dánsko (DEN)                 | 0     | 1       | 0     | 1       |
| 8      | Kanada (CAN)                 | 0     | 1       | 0     | 1       |
| 11     | Rakousko (AUT)               | 0     | 0       | 2     | 2       |
| 12     | Austrálie (AUS)              | 0     | 0       | 1     | 1       |
| Celkem | Celkem                       | 14    | 14      | 14    | 42      |

## Zúčastněné země
Do bojů o medaile zasáhlo 79 zápasníků z 18 zemí:
| - Austrálie (1) - Československo (2) - Dánsko (3) - Estonsko (1) - Finsko (10) - Francie (5) | - Itálie (6) - Japonsko (7) - Kanada (6) - Maďarsko (5) - Mexiko (2) - Německo (5) | - Norsko (1) - Rakousko (1) - Řecko (2) - Spojené státy americké (7) - Švédsko (13) - Velká Británie (2) |